# Saint-Géraud-de-Corps

Saint-Géraud-de-Corps este o comună în departamentul Dordogne din sud-vestul Franței. În 2009 avea o populație de 195 de locuitori.

## Evoluția populației
| An        | 1975 | 1982 | 1990 | 1999 | 2006 | 2009 |
| --------- | ---- | ---- | ---- | ---- | ---- | ---- |
| Populație | 152  | 149  | 150  | 167  | 191  | 195  |